# For His Pal's Sake
For His Pal's Sake è un cortometraggio muto del 1911 diretto da Frank Montgomery.

## Produzione
Il film fu prodotto da William Nicholas Selig per la sua compagnia, la Selig Polyscope Company.

## Distribuzione
Distribuito dalla General Film Company, il film - un cortometraggio di una bobina - uscì nelle sale cinematografiche statunitensi il 19 dicembre 1911.